# Zeuxine longilabris
Zeuxine longilabris är en orkidéart som först beskrevs av John Lindley, och fick sitt nu gällande namn av Henry Trimen. Zeuxine longilabris ingår i släktet Zeuxine och familjen orkidéer. Inga underarter finns listade i Catalogue of Life.

## Bildgalleri

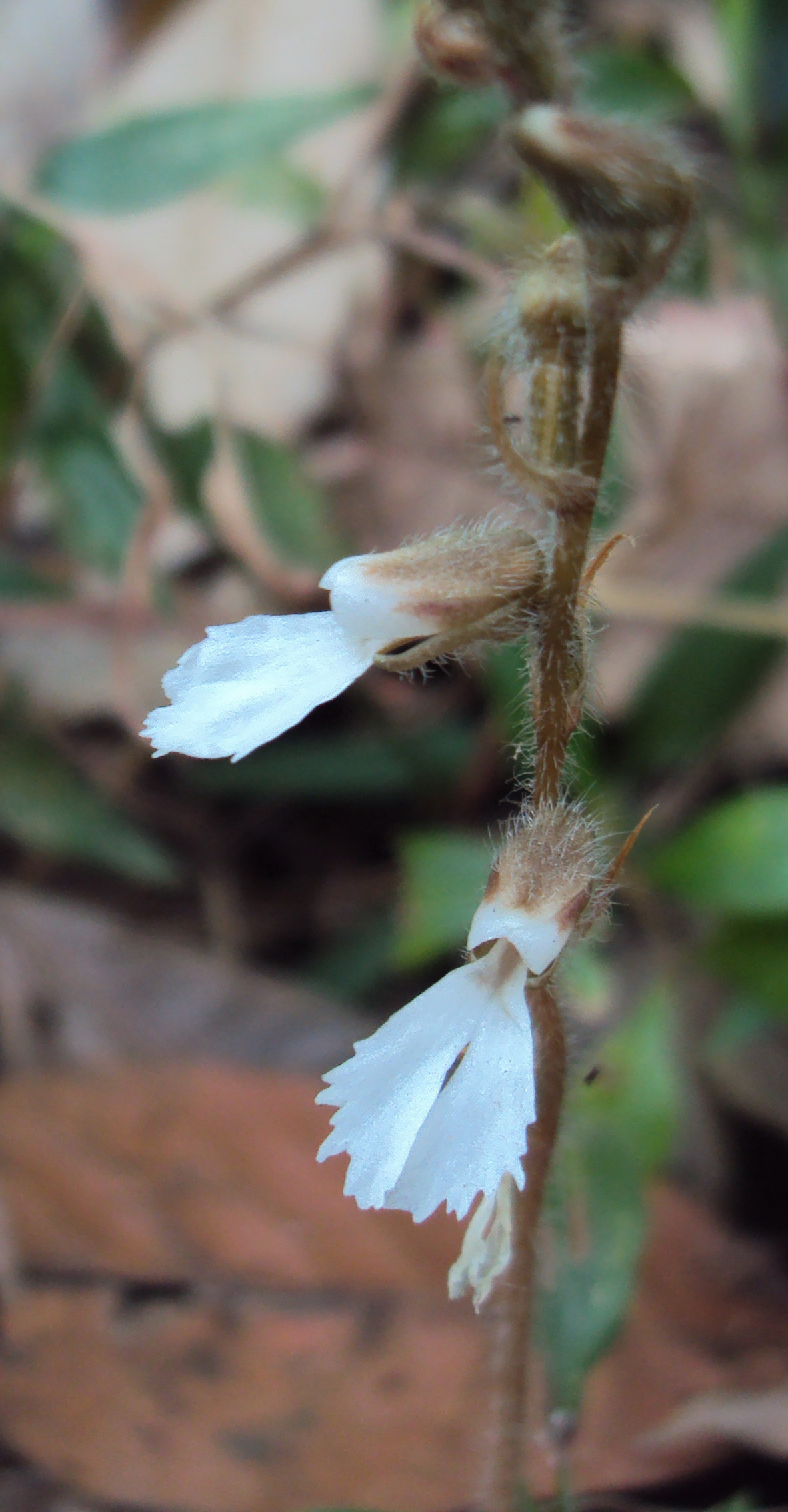
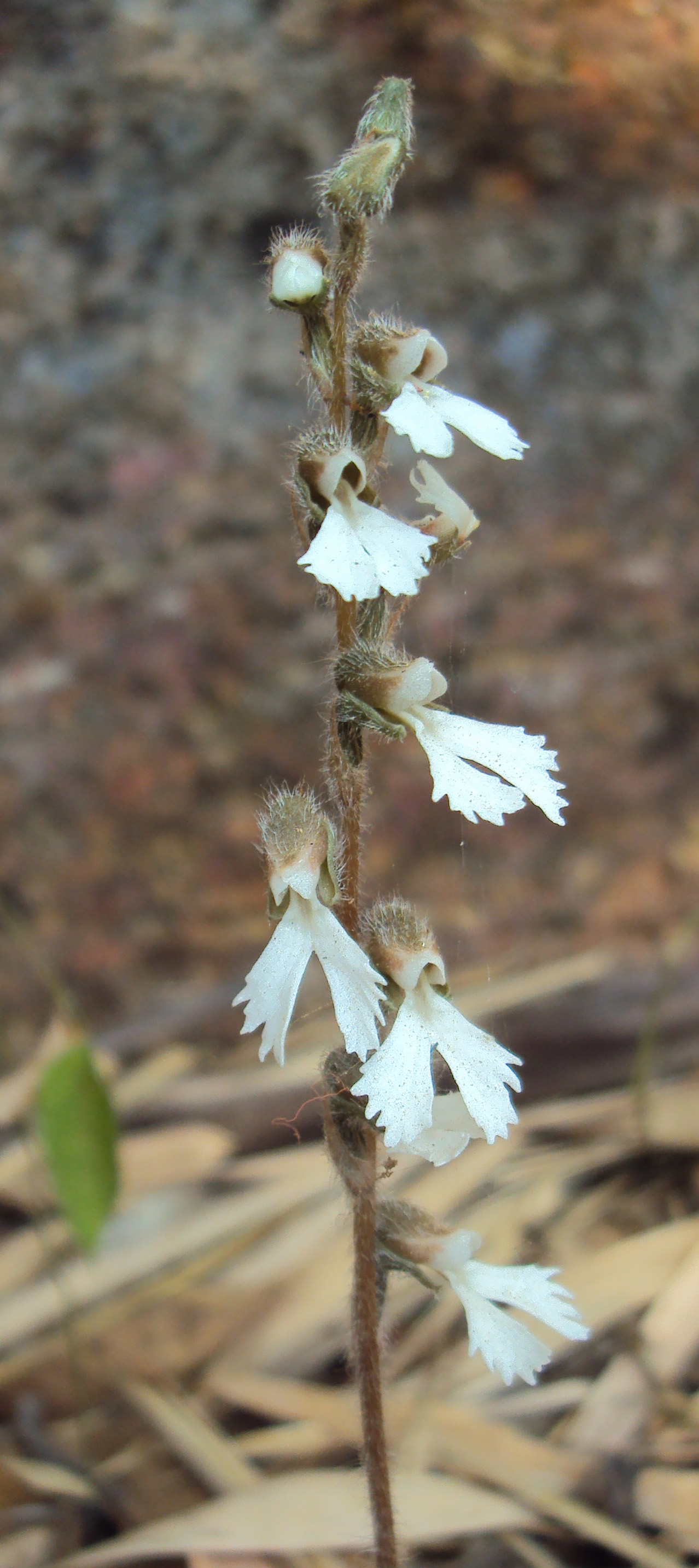
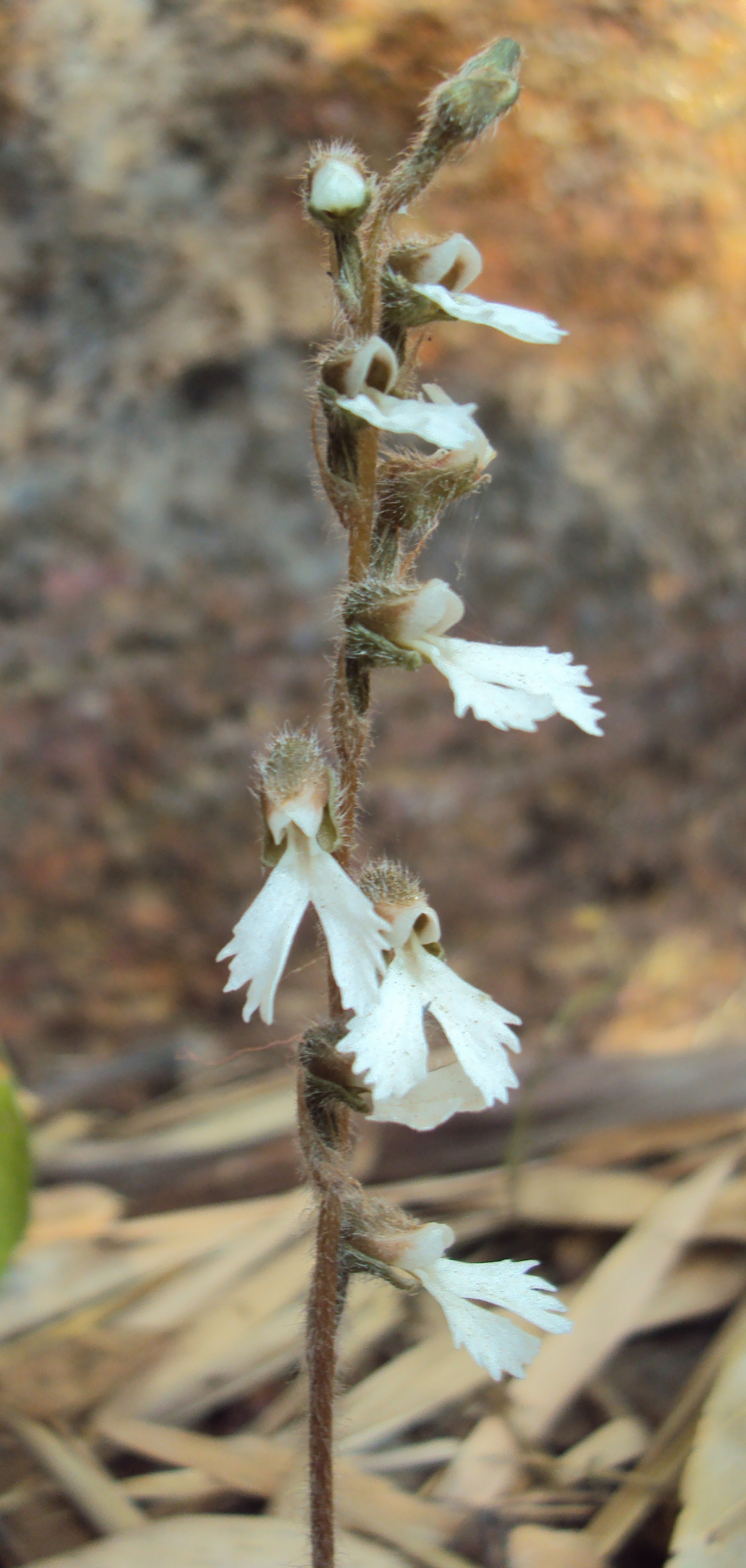